# 클로드 클로스키
클로드 클로스키 (Claude Closky, 1963년생)는 프랑스의 예술가이다. 파리에서 태어났다, 설치작품을 중심으로 퍼포먼스, 회화, 드로잉 그리고 영상에 이르기까지 폭넓은 매체를 활용한다.

## 참조
1. ↑  ArtFacts. “Claude Closky | Artist” (미국 영어). 2024년 4월 19일에 확인함.
2. ↑  “서울아트가이드 Seoul Art Guide”. 2024년 6월 29일에 확인함.
3. ↑  “독일 기획자와의 협력전시, 《우리는 가끔 글리치 한다》”. 2024년 4월 15일. 2024년 6월 29일에 확인함.
4. ↑  “조선령의 세계미술, 한국미술  미술은 국제적이다”. 2024년 4월 19일에 확인함.